# Шевченко (Васильевский район)
Шевченко (укр. Шевченка) — село,
Скельковский сельский совет,
Васильевский район,
Запорожская область,
Украина.
Код КОАТУУ — 2320986605. Население по переписи 2001 года составляло 406 человек.

## Географическое положение
Село Шевченко находится в 3-х км от левого берега Каховского водохранилища (Днепр),
на расстоянии в 1 км от села Першотравневое.
Рядом проходят автомобильная дорога Р-37 и
железная дорога, станция Орлянка в 1,5 км.

## История
- 1924 год — дата основания.